# Bahnstrecke Sélestat–Saverne
| Verlauf der Bahnstrecke Sélestat–Saverne |                      |                                                |                                                |
| Streckennummer (SNCF): | 111 000              |                                                |                                                |
| Kursbuchstrecke (SNCF): | 108, 124             |                                                |                                                |
| Streckenlänge: | 64,8 km              |                                                |                                                |
| Spurweite: | 1435 mm (Normalspur) |                                                |                                                |
| Maximale Neigung: | 10 ‰                 |                                                |                                                |
| Streckengeschwindigkeit: | 80 km/h              |                                                |                                                |
| Zweigleisigkeit: | eingleisig           |                                                |                                                |
| |                      |                                                |                                                |
| \| \| \| von Basel SBB \| \| \| \| 0,00 \| Sélestat \| 176 m \| \| \| \| Bahnstrecke Sélestat-Sundhouse \| \| \| \| \| Bahnstrecke Strasbourg–Basel nach Strasbourg \| \| \| \| \| Bahnstrecke Sélestat–Lesseux-Frapelle \| \| \| \| 2,39 \| Giessen (56 m) \| Giessen (56 m) \| \| \| 3,46 \| Scherwiller \| Scherwiller \| \| \| 7,42 \| Dambach-la-Ville \| Dambach-la-Ville \| \| \| 12,51 \| Epfig \| Epfig \| \| \| 14,89 \| Eichhoffen \| Eichhoffen \| \| \| 15,44 \| Andlau (6 m) \| Andlau (6 m) \| \| \| 17,43 \| Barr \| Barr \| \| \| 18,86 \| Gertwiller \| Gertwiller \| \| \| 21,35 \| Goxwiller \| Goxwiller \| \| \| 24,50 \| Ehn (5 m) \| Ehn (5 m) \| \| \| 24,71 \| Obernai \| Obernai \| \| \| 27,67 \| Bischoffsheim \| Bischoffsheim \| \| \| 29,07 \| Viaduc de Rosheim (38 m) \| Viaduc de Rosheim (38 m) \| \| \| \| Bahnstrecke Rosheim–Saint-Nabor v. Saint-Nabor \| \| \| \| 29,75 \| Rosheim (Keilbahnhof) \| Rosheim (Keilbahnhof) \| \| \| 31,92 \| Dorlisheim \| Dorlisheim \| \| \| \| Bahnstrecke Strasbourg–Saint-Dié von Saint-Dié \| \| \| \| 33,49 \| Molsheim \| Molsheim \| \| \| \| Bahnstrecke Strasbourg–Saint-Dié n. Strasbourg \| \| \| \| 36,37 \| Avolsheim \| Avolsheim \| \| \| 37,41 \| Soultz-les-Bains \| Soultz-les-Bains \| \| \| 37,83 \| Mossig \| Mossig \| \| \| 40,15 \| Scharrachbergheim \| Scharrachbergheim \| \| \| 42,12 \| Kirchheim \| Kirchheim \| \| \| 43,64 \| Marlenheim \| Marlenheim \| \| \| 44,76 \| Wangen \| Wangen \| \| \| 47,05 \| Wasselonne \| Wasselonne \| \| \| 49,35 \| La Papeterie \| La Papeterie \| \| \| 51,05 \| Romanswiller \| Romanswiller \| \| \| \| Sommerau(Viaduc de Romanswiller) \| \| \| \| 54,55 \| Tunnel de Singrist (470 m) \| Tunnel de Singrist (470 m) \| \| \| 57,18 \| Marmoutier \| Marmoutier \| \| \| 60,89 \| Mosselbach (Viaduc d’Otterswiller, 230 m) \| Mosselbach (Viaduc d’Otterswiller, 230 m) \| \| \| 61,42 \| Otterswiller \| Otterswiller \| \| \| \| Bahnstrecke Paris–Strasbourg von Strasbourg \| \| \| \| \| Canal de la Marne au Rhin (zerstört) \| \| \| \| 64,84 \| Saverne \| Saverne \| \| \| \| Bahnstrecke Paris–Strasbourg nach Paris \| \| |                      |                                                |                                                |
| Strecke |                      | von Basel SBB                                  | von Basel SBB                                  |
| Bahnhof | 0,00                 | Sélestat                                       | 176 m                                          |
| Abzweig geradeaus und ehemals nach rechts |                      | Bahnstrecke Sélestat-Sundhouse                 | Bahnstrecke Sélestat-Sundhouse                 |
| Abzweig geradeaus und nach rechts |                      | Bahnstrecke Strasbourg–Basel nach Strasbourg   | Bahnstrecke Strasbourg–Basel nach Strasbourg   |
| Abzweig geradeaus und nach links |                      | Bahnstrecke Sélestat–Lesseux-Frapelle          | Bahnstrecke Sélestat–Lesseux-Frapelle          |
| Brücke über Wasserlauf | 2,39                 | Giessen (56 m)                                 | Giessen (56 m)                                 |
| Haltepunkt / Haltestelle | 3,46                 | Scherwiller                                    | Scherwiller                                    |
| Haltepunkt / Haltestelle | 7,42                 | Dambach-la-Ville                               | Dambach-la-Ville                               |
| Haltepunkt / Haltestelle | 12,51                | Epfig                                          | Epfig                                          |
| Haltepunkt / Haltestelle | 14,89                | Eichhoffen                                     | Eichhoffen                                     |
| Brücke über Wasserlauf | 15,44                | Andlau (6 m)                                   | Andlau (6 m)                                   |
| Bahnhof | 17,43                | Barr                                           | Barr                                           |
| Haltepunkt / Haltestelle | 18,86                | Gertwiller                                     | Gertwiller                                     |
| Haltepunkt / Haltestelle | 21,35                | Goxwiller                                      | Goxwiller                                      |
| Brücke über Wasserlauf | 24,50                | Ehn (5 m)                                      | Ehn (5 m)                                      |
| Bahnhof | 24,71                | Obernai                                        | Obernai                                        |
| Haltepunkt / Haltestelle | 27,67                | Bischoffsheim                                  | Bischoffsheim                                  |
| Brücke über Wasserlauf | 29,07                | Viaduc de Rosheim (38 m)                       | Viaduc de Rosheim (38 m)                       |
| Abzweig geradeaus und ehemals von links |                      | Bahnstrecke Rosheim–Saint-Nabor v. Saint-Nabor | Bahnstrecke Rosheim–Saint-Nabor v. Saint-Nabor |
| Bahnhof | 29,75                | Rosheim (Keilbahnhof)                          | Rosheim (Keilbahnhof)                          |
| Haltepunkt / Haltestelle | 31,92                | Dorlisheim                                     | Dorlisheim                                     |
| Abzweig geradeaus und von links |                      | Bahnstrecke Strasbourg–Saint-Dié von Saint-Dié | Bahnstrecke Strasbourg–Saint-Dié von Saint-Dié |
| Bahnhof | 33,49                | Molsheim                                       | Molsheim                                       |
| Abzweig ehemals geradeaus und nach rechts |                      | Bahnstrecke Strasbourg–Saint-Dié n. Strasbourg | Bahnstrecke Strasbourg–Saint-Dié n. Strasbourg |
| Bahnhof (Strecke außer Betrieb) | 36,37                | Avolsheim                                      | Avolsheim                                      |
| Bahnhof (Strecke außer Betrieb) | 37,41                | Soultz-les-Bains                               | Soultz-les-Bains                               |
| Brücke über Wasserlauf (Strecke außer Betrieb) | 37,83                | Mossig                                         | Mossig                                         |
| Bahnhof (Strecke außer Betrieb) | 40,15                | Scharrachbergheim                              | Scharrachbergheim                              |
| Bahnhof (Strecke außer Betrieb) | 42,12                | Kirchheim                                      | Kirchheim                                      |
| Bahnhof (Strecke außer Betrieb) | 43,64                | Marlenheim                                     | Marlenheim                                     |
| Bahnhof (Strecke außer Betrieb) | 44,76                | Wangen                                         | Wangen                                         |
| Bahnhof (Strecke außer Betrieb) | 47,05                | Wasselonne                                     | Wasselonne                                     |
| Bahnhof (Strecke außer Betrieb) | 49,35                | La Papeterie                                   | La Papeterie                                   |
| Bahnhof (Strecke außer Betrieb) | 51,05                | Romanswiller                                   | Romanswiller                                   |
| Brücke über Wasserlauf (Strecke außer Betrieb) |                      | Sommerau(Viaduc de Romanswiller)               | Sommerau(Viaduc de Romanswiller)               |
| Tunnel (Strecke außer Betrieb) | 54,55                | Tunnel de Singrist (470 m)                     | Tunnel de Singrist (470 m)                     |
| Bahnhof (Strecke außer Betrieb) | 57,18                | Marmoutier                                     | Marmoutier                                     |
| Brücke über Wasserlauf (Strecke außer Betrieb) | 60,89                | Mosselbach (Viaduc d’Otterswiller, 230 m)      | Mosselbach (Viaduc d’Otterswiller, 230 m)      |
| Bahnhof (Strecke außer Betrieb) | 61,42                | Otterswiller                                   | Otterswiller                                   |
| Abzweig ehemals geradeaus, ehemals nach rechts und von rechts |                      | Bahnstrecke Paris–Strasbourg von Strasbourg    | Bahnstrecke Paris–Strasbourg von Strasbourg    |
| Brücke über Wasserlauf |                      | Canal de la Marne au Rhin (zerstört)           | Canal de la Marne au Rhin (zerstört)           |
| Bahnhof | 64,84                | Saverne                                        | Saverne                                        |
| Strecke |                      | Bahnstrecke Paris–Strasbourg nach Paris        | Bahnstrecke Paris–Strasbourg nach Paris        |

Die Bahnstrecke Sélestat–Saverne ist eine französische Eisenbahnstrecke im Elsass, welche Sélestat mit Saverne verband. Auf dem Streckenabschnitt von Sélestat nach Molsheim verkehren TER-Grand-Est-Züge. Der weitere Streckenverlauf nach Saverne ist stillgelegt.

## Streckenverlauf
Die Bahnstrecke verlässt den Bahnhof Sélestat in nördlicher Richtung und richtet sich, nachdem die Bahnstrecke Sélestat–Lesseux-Frapelle abgezweigt ist, nach Nordwesten aus. Sie führt am östlichen Ortsrand von Scherwiller vorbei, um bei km 7,42 den ehemaligen Bahnhof Dambach-la-Ville zu erreichen. Von dort führt sie in nördlicher Richtung zum Bahnhof Epfig, welcher nach einer Rechtskurve erreicht wird. Bei km 17,43 befindet sich der, südöstlich der Altstadt gelegene, Bahnhof Barr. Nach dem Haltepunkt Gertwiller führt die Strecke wieder nach Norden und bei km 24,7 befindet sich der Bahnhof Obernai. Im Bahnhof Rosheim zweigte die Bahnstrecke nach Saint-Nabor ab. Von dort geht es nordwärts nach Molsheim, wo die Bahnstrecke Strasbourg–Saint-Dié kreuzt.
Ab Molsheim führte die Bahnlinie nach Avolsheim und von dort durch das Mossigtal über Marlenheim nach Wasselonne. Nach Romanswiller wurde der 470 m lange Tunnel de Singrist, welcher sich unter dem gleichnamigen Dorf befindet, durchquert. Kurz vor Otterswiller wurde der 230 m lange Viaduc d’Otterswiller überquert. Kurz vor dem Bahnhof Saverne wurde der Canal de la Marne au Rhin überquert.

## Geschichte
Der Abschnitt von Barr nach Molsheim wurde am 29. September 1864 in Betrieb genommen. Der Streckenabschnitt Molsheim–Wasselonne konnte am 15. Dezember 1864 in Betrieb gehen. Die beiden Abschnitte wurden von der Compagnie des chemins de fer de l’Est (EST) betrieben.
Nachdem das Elsass infolge des Deutsch-Französischen Krieges dem Deutschen Reich angegliedert worden war, wurde auch die Strecke Barr–Wasselonne in das Bahnnetz der Reichseisenbahnen in Elsass-Lothringen (EL) integriert. Zur bessere Verbindung mit wichtigen Städten im Elsass führte die Staatsbahn das Bauprojekt von zehn Strecken aus. Die Verlängerung nach Saverne war bereits vor dem Krieg geplant. Sowohl dieser Abschnitt als auch der Abschnitt Barr–Sélestat waren für den lokalen Industrieverkehr bedeutsam. Die beiden Abschnitte gingen am 1. August 1877 in Betrieb.
Der Nordabschnitt der Strecke wurde in mehreren Etappen stillgelegt:
- Romanswiller–Marmoutier am 19. Oktober 1967[7]
- Marmoutier–Otterswiller am 17. September 1980[8]
- Otterswiller–Saverne am 22. Februar 1981[9]
- Molsheim–Romanswiller am 25. Februar 1993[10]

## Infrastruktur

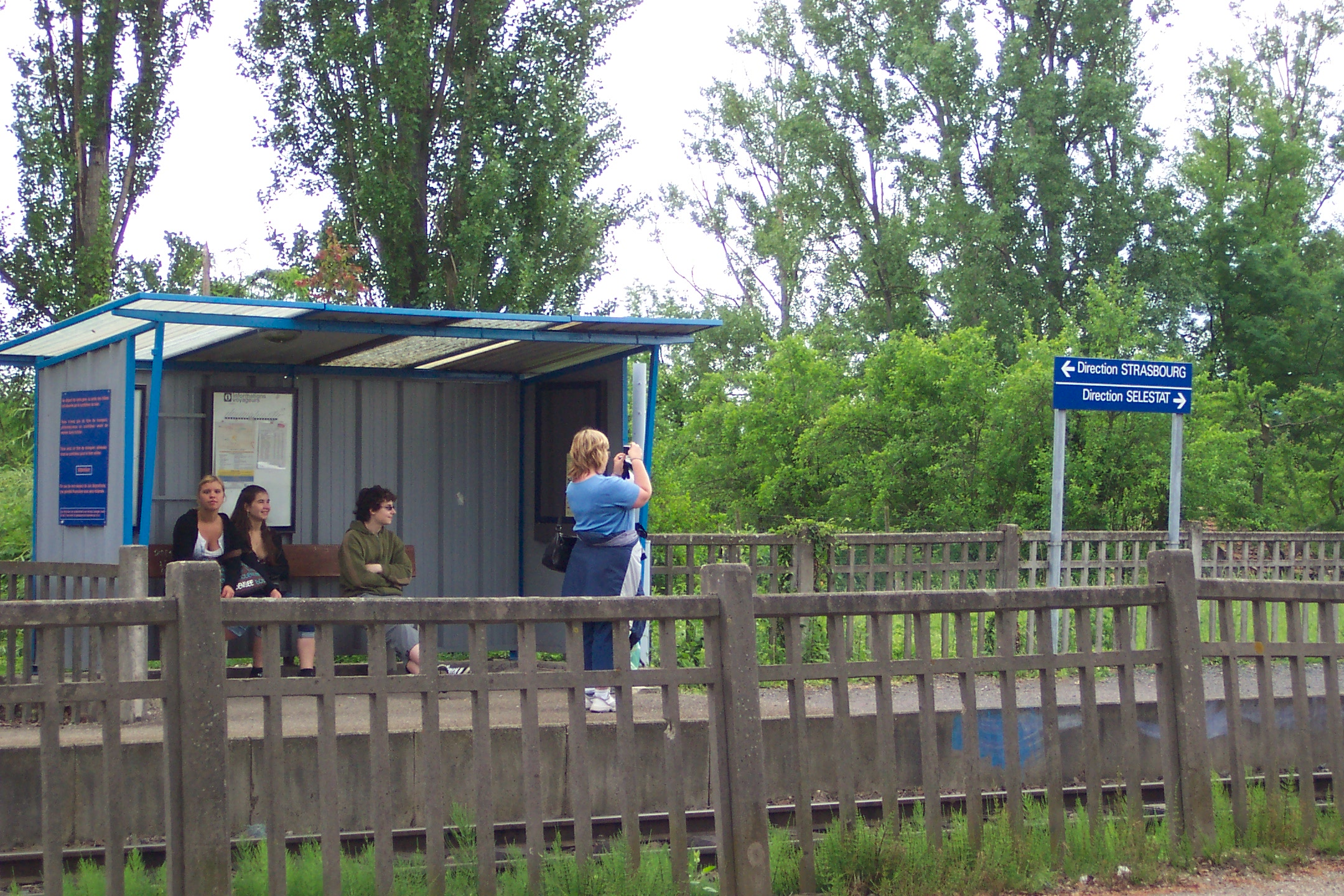
Bahnhof Gertwiller (2008)

Die Bahnhöfe Rosheim, Obernai und Barr besitzen Ausweichgleise, um Zugkreuzungen zu ermöglichen. Zwischen Sélestat und Barr ist die Strecke seit 1986 mit dem “Bloc Manuel de Voie Unique” (BMVU) ausgestattet. Von dort an kommt der “Bloc Automatique à Permissivité Restreinte” (BAPR) bis nach Obernai zum Einsatz. Der Abschnitt zwischen Obernai und Molsheim ist mit dem “Bloc Automatique Lumineux” (BAL) ausgerüstet. Die Höchstgeschwindigkeit beträgt 80 km/h.
Der Streckenabschnitt von Molsheim nach Sélestat wurde, in Anbetracht der Inbetriebnahme der geplanten Stadtbahn Strasbourg – Piémont des Vosges, ausgebaut. Unter anderem wurde die Signalisierung in den Bahnhöfen Obernai und Rosheim erneuert und Gleise und Schotter zwischen Rosheim und Obernai ausgetauscht. Der Bahnhof Rosheim wird von Molsheim aus fernbedient.
Von Molsheim bis nach Saverne wurden die Gleise abgebaut und ein Radweg befindet sich auf der alten Trasse. In Rosheim befand sich ein Privatbahnanschluss zu den Steinbrüchen von Saint-Nabor. Zurzeit wird die Bahnstrecke Rosheim–Saint-Nabor nicht bedient, es wird aber darüber nachgedacht, die Strecke wieder in Betrieb zu nehmen, um Steine, die während der Sicherung der Steinbrüche anfallen, abzufahren.

## Betrieb
Auf der Strecke verkehren Dieseltriebwagen der Baureihe X 76500. Es kommen auch Wendezüge mit Loks der Baureihe BB 67400 zum Einsatz. Während der Woche herrscht ein angenäherter Halbstundentakt vom Bahnhof Straßburg aus. In Barr und Obernai enden teilweise Züge. Von und nach Obernai herrscht reger Güterverkehr zur Brauerei Kronenbourg.

## Zukunft
Es ist geplant, diese Strecke in ein Tram-Train-System der Vogesen (Tram-train Strasbourg–Bruche–Piémont des Vosges) einzubinden. Im Jahr 2009 wurde, als erste Phase, ein Taktfahrplan auf der Strecke eingerichtet. Zu einem späteren Zeitpunkt soll die Strecke auch elektrifiziert werden und von Zweisystemstraßenbahnen befahren werden. Das Projekt des Tram-Train wurde wegen Finanzierungsschwierigkeiten vorerst zurückgestellt.